# Patos de Minas (gemeente)
Patos de Minas is een Braziliaanse stad en gemeente in de staat Minas Gerais. Ze ligt op 832 m hoog en telt ongeveer 159.235 inwoners (2022) op een oppervlakte van 3.189 km². De stad maakt deel uit van de mesoregio Triângulo Mineiro / Alto Paranaíba en is zelf de hoofdstad van een gelijknamige microregio Patos de Minas. De stad is gelegen op 415 km van Belo Horizonte en ligt aan de Paranaíba.

## Geschiedenis
De naam van de stad is afkomstig van de hoeve Fazenda Os Patos, die zo werd genoemd omwille van de talrijke wilde eenden in het gebied. De eerste bewoners Antônio da Silva Guerra en zijn echtgenote Luísa Correia de Andrade stonden in 1826 grond af voor een nieuwe vestiging, Vila de Santo Antônio dos Patos genoemd. In 1892 kreeg Patos de Minas het stedelijk statuut onder de naam Patos, die in 1944 verlengd werd tot Patos de Minas.

## Geografie

### Aangrenzende gemeenten
De gemeente grenst aan Carmo do Paranaíba, Coromandel, Cruzeiro da Fortaleza, Guimarânia, Lagamar, Lagoa Formosa, Presidente Olegário, Serra do Salitre, Tiros en Varjão de Minas.

### Hydrografie
Langs de stad stroomt de rivier de Paranaíba. De Espírito Santo is een zijrivier die in de Paranaíba uitmondt. Er zijn nog een aantal andere rivieren of beken in de gemeente.

## Religie
De plaats is zetel van het rooms-katholieke bisdom Patos de Minas.

## Verkeer en vervoer

### Wegen
De plaats is verbonden met de omliggende gemeenten via de hoofdwegen BR-146 (zuid), BR-354 (noord/zuid) en BR-365 (zuidwest/noordoost).

### Bus
Ten zuiden van het centrum bevindt zich het busstation Rodoviária de Patos de Minas.

### Luchtwegen
Ten zuiden van de stad ligt de luchthaven Aeroporto de Patos de Minas.